# IDSL
In telecomunicazioni l'IDSL può essere definita come una versione dell'ADSL adatta a linee ISDN.

## Descrizione
Così come tutte le tecnologie della famiglia DSL anche l'IDSL è nata per permettere la trasmissione di dati sui comuni fili del telefono nell'ultimo miglio.
La sua particolarità è quella di funzionare sulle linee di tipo ISDN, dove l'ADSL non può. L'occupazione di banda delle trasmissioni ISDN sul doppino è infatti diversa da quella che si osserva nel caso di linee POTS è ciò che fa sì che non sia possibile l'impiego dell'ADSL.
La velocità di trasmissione che viene offerta è di 144 kb/s, appena di poco superiore a quella dell'ISDN (64 o 128 kb/s). Il vantaggio sta nel fatto che la connessione è di tipo sempre attiva e le tariffe non sono in genere basate sulla durata del collegamento, bensì fisse o in base alla quantità di dati trasmessi.
L'IDSL è utile solo dove le linee ISDN sono molto diffuse (come in Germania); per questo non è disponibile in Italia e in altri paesi.